# República de Labin
A República de Labin ou República de Albona (em croata:  Labinska republika, em italiano:  Repubblica di Albona) foi uma república socialista autônoma de curta duração que foi proclamada pelos mineiros na cidade de Labin (Albona) na Ístria em 7 de março de 1921, durante uma greve mineradora. Foi criado no que foi descrito como o primeiro levante antifascista do mundo. Em 8 de abril, a administração italiana na Ístria reprimiu a greve pela força.

## História
Com o colapso do Império Austro-Húngaro após o fim da Primeira Guerra Mundial, a Itália recebeu as regiões da Ístria e partes da Dalmácia como parte do Tratado de Saint-Germain, conforme prometido no Tratado de Londres pela Tríplice Entente. A Itália começou a revitalizar e explorar a população e o potencial econômico dos territórios ocupados.
Antes da Marcha sobre Roma de Mussolini, na Itália, fascistas ocuparam a sede do Comitê dos Trabalhadores em Trieste em 1921, incendiaram-na e atacaram representantes do Sindicato de Mineração Raša (Arsa). Motivada por este acontecimento e pelo carácter explorador dos proprietários das minas, a  Società Anonima Carbonifera Arsa, uma greve geral de cerca de dois mil mineiros eclodiu.
Uma das causas da greve foi a decisão dos donos das minas de não pagar bônus em fevereiro de 1921, porque os mineiros tiraram um dia de folga para celebrar a Candelária em 2 de fevereiro, embora a administração tivesse abolido o feriado. “Para os mineiros a Candelária era, depois da festa de Santa Bárbara, o dia mais importante porque o dia 2 de fevereiro simbolizava a luz.”
Os homens eram de diferentes origens: croatas, eslovenos, italianos, alemães, tchecos, eslovacos, poloneses e húngaros. Eles foram liderados por Giovanni Pippan, enviado pelo Partido Socialista Italiano de Trieste. Entretanto, em 1º de março de 1921, Pippan foi capturado por um grupo de fascistas na estação ferroviária de Pazin, onde foi espancado. A notícia chegou a Labin no dia seguinte e, em 3 de março, os mineiros se reuniram e decidiram ocupar a mina em resposta. Aumentada pela chegada de camponeses das zonas rurais circundantes, foi organizada uma “guarda vermelha” como força de segurança encarregada de manter a ordem.
Os mineiros proclamaram a república nas minas ocupadas em 7 de março com o slogan, Kova je nasa ("A mina é nossa"). Eles organizaram um governo e a Guarda Vermelha como proteção contra a polícia e começaram a administrar a produção de minas por conta própria, com o apoio de alguns fazendeiros.
Em 8 de abril de 1921, a administração italiana na Ístria, respondendo aos pedidos de intervenção dos proprietários das minas, decidiu suprimir a república utilizando a força militar. Mil soldados cercaram a mina e finalmente conseguiram suprimir a forte resistência dos mineiros. Os mineiros presos foram enviados para prisões em Pola e Rovigno. A acusação acusou 52 mineiros. Os advogados Edmondo Puecher, Guido Zennaro e Egidio Cerlenizza defenderam com sucesso os acusados, e o júri emitiu a absolvição.

## Consequências
Embora nunca tenha sido estabelecida, a República de Labin deixou cicatrizes irrecuperáveis em Labinština e teve um eco muito mais amplo. Este conjunto de eventos deve ser interpretado no contexto das circunstâncias da época, particularmente na Península Itálica e na Europa Central. A resistência armada multiétnica, mas única, ao fascismo esmagador abriu caminho para o antifascismo.
A história da República de Labin foi o tema de um filme iugoslavo de 1985, O Vermelho e o Negro (em servo-croata:  Crveni i crni).